# Taku D Peak
Der Taku D Peak ist ein Gipfel im 3900 km2 großen Juneau Icefield in Alaska. 

## Lage
Er liegt nördlich der alaskanischen Hauptstadt Juneau und ca. 15 Kilometer südlich der kanadischen Grenze.
Als Scheidepunkt befindet sich der "Taku D Peak" zwischen dem Taku-Gletscher und Matthes-Gletscher.

## Besonderheiten
Am 28. Juli 1993 beobachteten Wissenschaftler der JIRP (Juneau Icefield Research Program) einen gewaltigen Felssturz von der Nordwestwand des Taku D Peak. Ein massiver Felsblock davon dient heute als Referenzpunkt für die jährlichen Schneemenge auf dem Juneau Icefield.

## Besteigungen
Die Erstbesteigung des Taku D Peak vollzogen Mitarbeiter des Juneau Icefield Research Program aus wissenschaftlichen Gründen. Die Aufstiegsroute führt über den Südwestgrat. Der Südwestgrat ist heute als der Normalweg auf den Taku D Peak einzustufen.
Im Jahr 2011 konnte der deutsch-österreichische Extrembergsteiger Florian Hill und sein Teampartner der Österreicher Max Kirchsasser, die Süd-Ost Wand erstbegehen. Die Besteigung erfolgte by fair means und dauerte insgesamt 16 Tage. Das Team wählte den Aufstieg mit Ski von Juneau über den Taku-Gletscher. Der Abstieg erfolgte über den Mendenhall-Gletscher. Die Schwierigkeitsbewertung liegt bei TD-, E5.